# Гаоюху
Гаоюху (Гаобаоху) (на китайски: 高邮湖; на пинин: Gāoyòu Hú) е сладководно езеро в Източен Китай, в провинции Дзянсу и Анхуей. Площта му е 675 km² (в периода на лятното пълноводие достига над 1200 km²), обемът – 0,97 km³, средната дълбочина – 1,4 m, максималната – 2,4 m.
Езерото Гаоюху е разположено в източната част на Голямата китайска равнина на 5,7 m н.в., северно от най-долното течение на река Яндзъ и влизащо в системата на река Хуайхъ. Има удължена форма от север на юг с дължина 39 km и ширина до 30 km. Езерото е много плитко, а бреговете му са ниски и плоски, почти повсеместно заградени с водозащитни диги. Покрай източния му бряг преминава участък от Големия (Великия) китайски канал, който се съединява с него чрез няколко спомагателни канали. През него от север на юг протича река Санхъ (естествено продължение на голямата река Хуайхъ), която изтича от разположеното на север езеро Хундзеху и след като премине през Гаоюху, се влива отляво в река Яндзъ. Има местно корабоплаване и развит риболов, а водите му се използват за напояване. Бреговете му са гъсто населени, като най-голямото селище е град Гаою, разположен на югоизточния му бряг.